# Liste der Opel-Modelle

Opel-Logo

Die Liste der Opel-Modelle nennt die Fahrzeugmodelle des Unternehmens Opel. Seit 1899 stellte Opel mehr als 75 Millionen Fahrzeuge her.

## Liste

### Historische Personenwagen 1899–1918

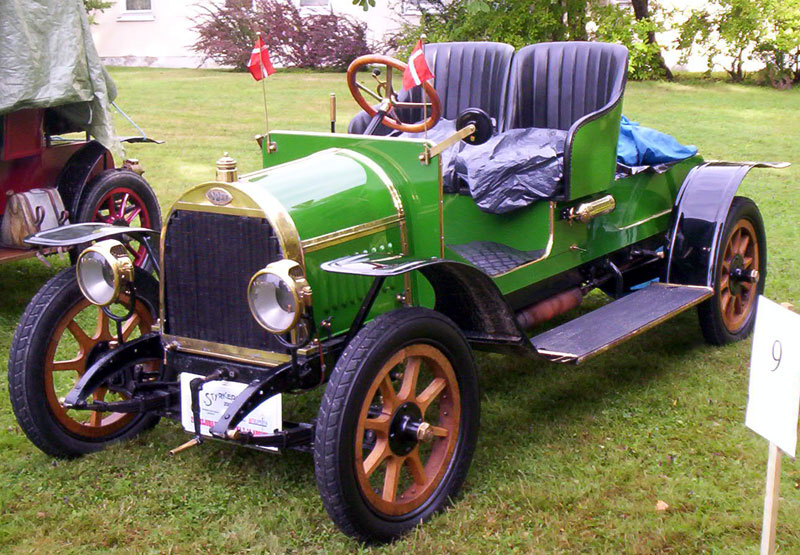
Opel 6/16 PS Phaeton (1911)

- Patentmotorwagen „Lutzmann“
- 4/8 PS „Doktorwagen“
- 5/12 PS / 5/14 PS „Puppchen“
- 6/12 PS
- 6/14 PS
- 6/16 PS
- 8/9 PS
- 8/16 PS
- 8/20 PS
- 8/22 PS
- 9 PS
- 9/10 PS
- 9/25 PS
- 10/12 PS
- 10/18 PS
- 10/20 PS
- 10/24 PS
- 10/25 PS
- 10/28 PS
- 12 PS
- 12/14 PS
- 12/34 PS
- 13/30 PS
- 14 PS
- 14/20 PS
- 14/22 PS
- 14/30 PS
- 14/34 PS
- 14/38 PS
- 15/24 PS
- 16/18 PS
- 16/35 PS
- 18/30 PS
- 18/40 PS
- 18/50 PS
- 20/22 PS
- 20/45 PS
- 21/45 PS
- 24/50 PS
- 25/30 PS
- 25/40 PS
- 25/55 PS
- 28/70 PS
- 29/50 PS
- 29/70 PS
- 30/32 PS
- 30/50 PS
- 32/50 PS
- 33/60 PS
- 34/65 PS
- 34/80 PS
- 35/40 PS
- 35/60 PS
- 40/100 PS
- 45/50 PS

### Historische Personenwagen 1919–1940

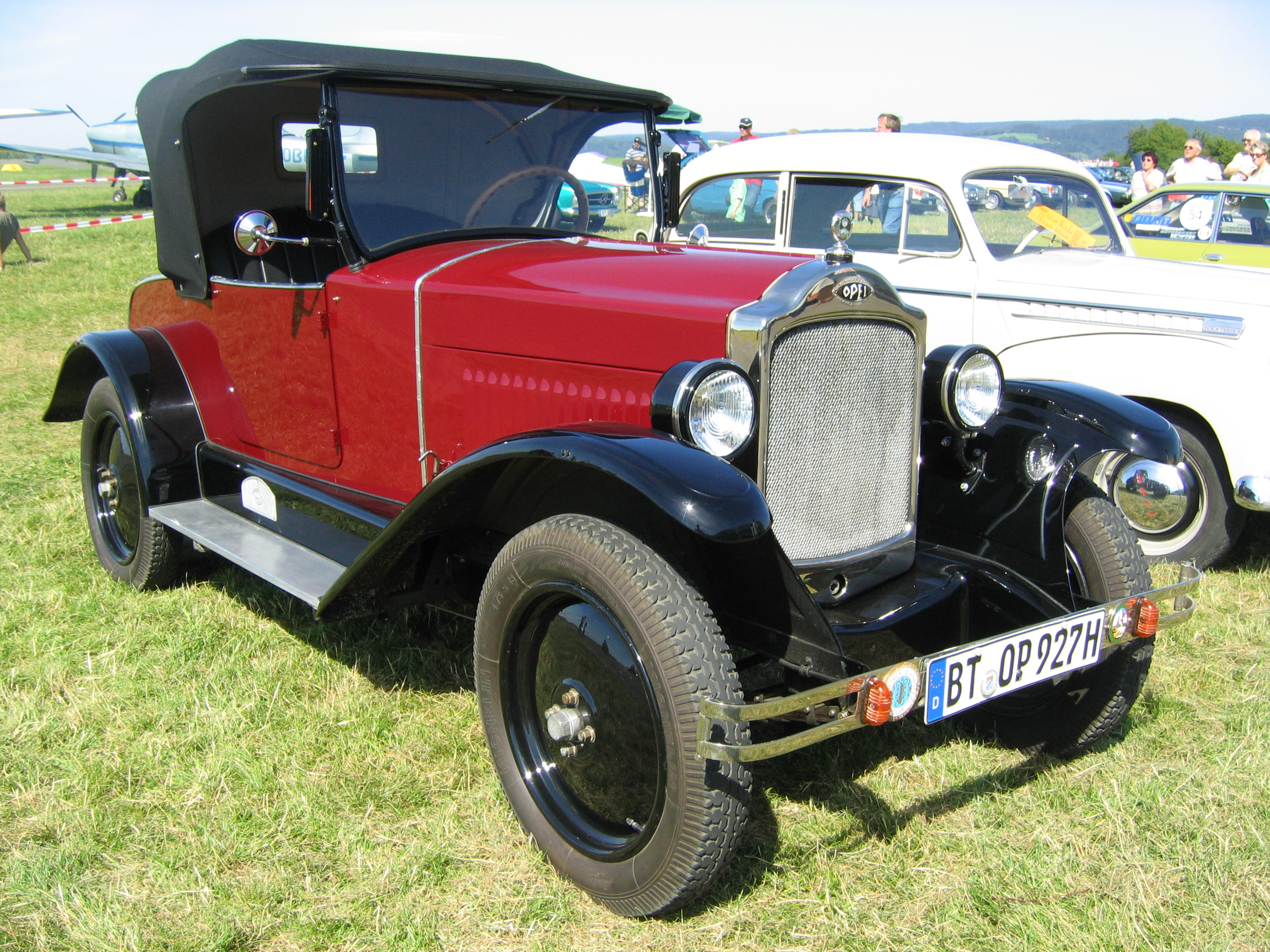
Opel 4PS

- 4/12 PS / 4/14 PS / 4/16 PS / 4/18 PS / 4/20 PS „Laubfrosch“
- 7/34 PS
- 8/40 PS
- 9/25 PS
- 9/30 PS
- 10/30 PS
- 10/35 PS
- 10/40 PS
- 10/45 PS
- 10/50 PS
- 12/50 PS
- 14/48 PS
- 14/50 PS
- 15/60 PS
- 16/60 PS
- 21/55 PS
- 30/75 PS
- 1 Liter
- 1,1 Liter „Laubfrosch“
- 1,2 Liter
- 1,3 Liter
- 1,8 Liter
- 3,7 Liter
- 4,2 Liter
- 6
- Admiral (1937)
- Kadett (1936)
- Kapitän (1938)
- Moonlight Roadster
- Olympia (1935)
- P4
- Regent
- Super 6
- 8M21

### Historische Personenwagen und Nutzfahrzeuge ab 1945
- Rekord P1
- Adam
- 1900
- Admiral (A, B)
- Agila
- Ampera
- Ampera-e
- Antara
- Arena
- Ascona (A, B, C)
- Astra (F, G, H, J, K)
- Blazer
- Blitz
- Blitz 3,6
- Bedford Blitz
- Holden Calais
- Calibra
- Campo
- Cascada
- Chevette
- Combo (A, B, C, D)
- Commodore (A, B, C)
- Corsa (A, B, C, D, E)
- Crossland
- Diplomat (A, B)
- Frontera
- Gemini
- GT
- GT Roadster
- HydroGen4
- Insignia (A, B)
- K-180
- Kadett (A, B, C, D, E)
- Karl

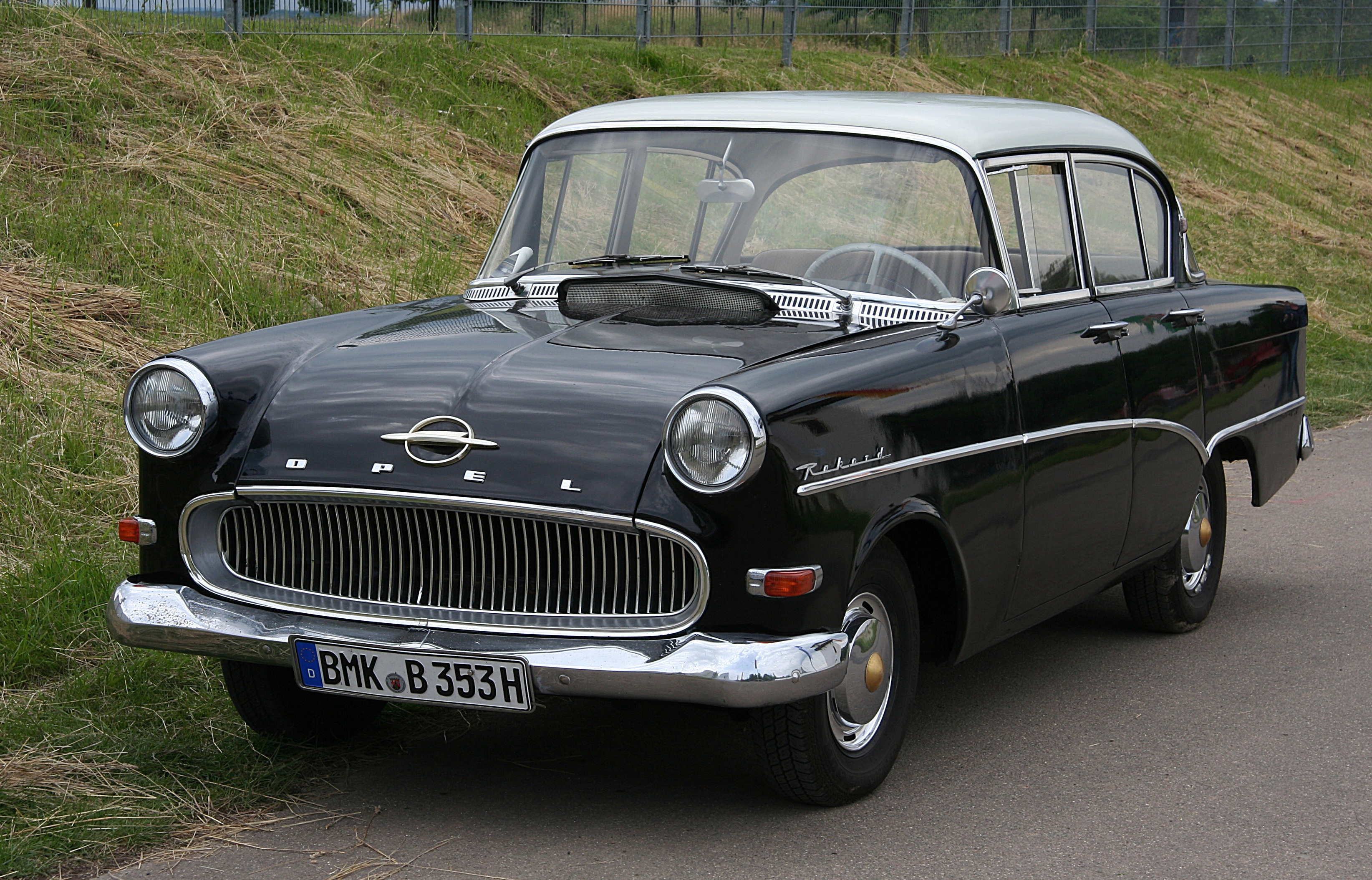
Opel Rekord P1 1700

- Opel Kapitän (1948, 1951, 1954, P 2,5, P 2,6, A, B)
- Manta
- Meriva (A, B)
- Mokka / Mokka X
- Monterey
- Monza (A1, A2)
- Movano (A, B)
- Olympia A
- Olympia Rekord
- Omega (A einschl. Lotus Omega, B)
- Rekord (P, P2, A, B, C, D, E)
- Senator (A, B)
- Signum
- Sintra
- Speedster
- Tigra
- Tigra TwinTop
- Vectra (A, B, C)
- Vita (A, B)
- Vivaro (A, B)
- Zafira (A, B, C)

### Aktuelle Pkws und Nutzfahrzeuge

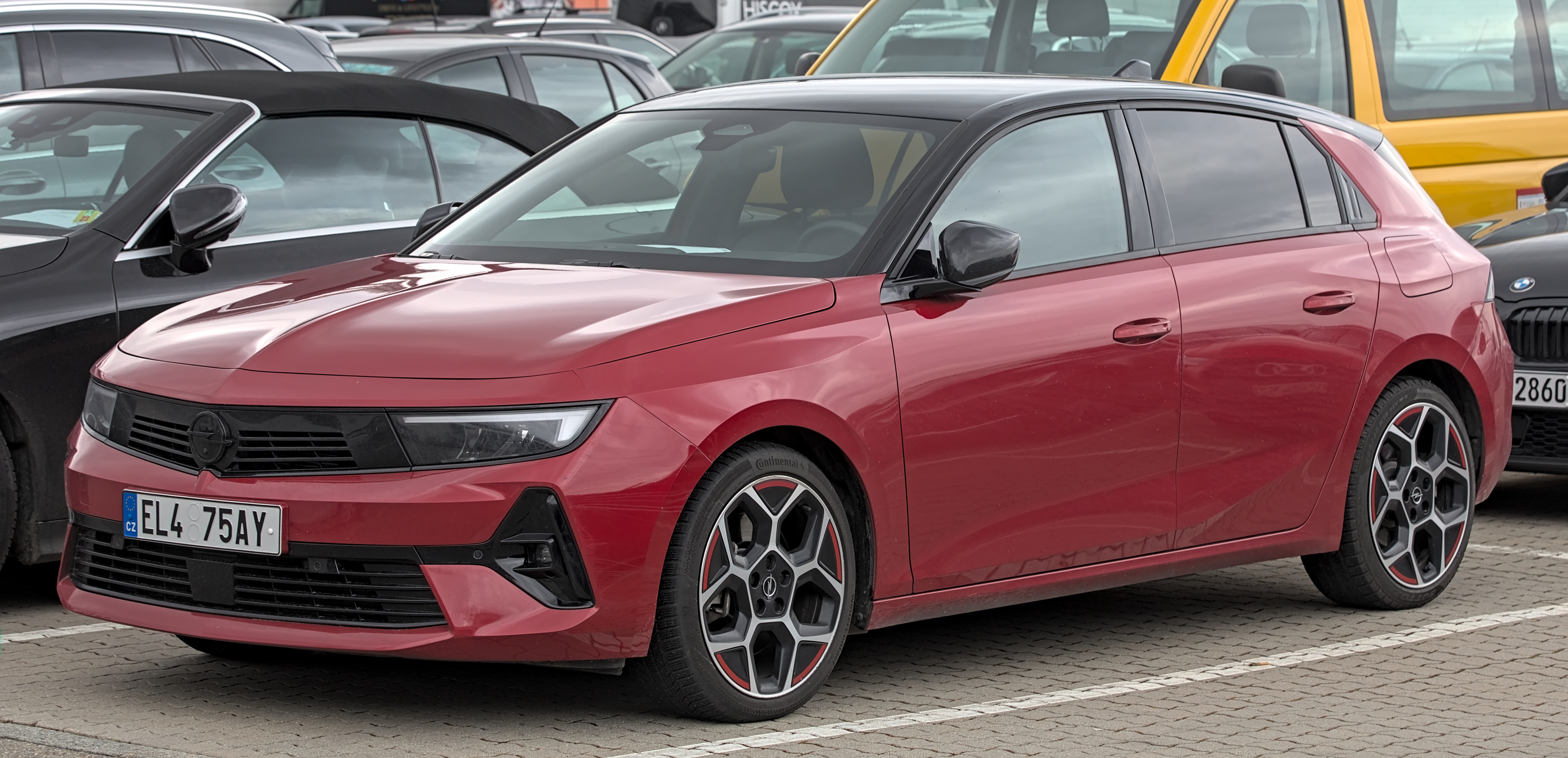
Opel Astra L (seit 2022)

- Astra
- Combo
- Corsa
- Grandland
- Frontera
- Mokka
- Movano
- Rocks-e
- Vivaro
- Zafira Life

## Weitere

### Konzeptfahrzeuge und Prototypen
Zu den Konzeptfahrzeugen und Prototypen zählen:
- Ampera
- Antara GTC
- Astra OPC X-treme
- CD Concept
- Corsa Moon
- Dieselweltrekord GT
- Eco Speedster
- Flextreme GT/E
- GT Experimental
- GT X Experimental
- GT/W
- GT2
- GT Concept
- GTC Concept
- HydroGen3
- Insignia (Studie)
- Junior
- Kadett Strolch
- Maxx
- Monza Concept
- OSV 40
- Slalom
- Signum Concept
- Tech 1
- Trixx
- Twin

### Liste der Opel RAK-Fahrzeuge
- RAK1
- RAK2
- RAK III
- RAK III
- RAK V
- RAK Motorrad
- RAK e

### Rennwagen
- Adam Rallye
- Astra V8 Coupé
- Calibra V6 4×4
- Corsa-e Rallye
- Grand Prix Rennwagen
- Grünes Monster
- Vectra GTS V8